# Hoplia asterias
Hoplia asterias är en skalbaggsart som beskrevs av Edmund Reitter 1901. Hoplia asterias ingår i släktet Hoplia och familjen Melolonthidae. Inga underarter finns listade i Catalogue of Life.